# Инволуција (медицина)
Инволуција лат. involutio је процес враћања органа на некадашњу величину и процес деформације, дегенерације и ороњавања тела у старости. Процес се одиграва  на ћелијском нивоу, у коме преовладава протеолиза базалне мембране (базалне ламине), што доводи до епителне регресије и апоптозе, са пратећом стромалном фиброзом. Накнадно смањење броја ћелија и реорганизација стромалног ткива доводи  и до смањења величине органа.

## Примери

### Инволицуја тимуса
Тимус или грудна жлезда је орган смештен у предњем, горњем делу грудног коша односно средогруђу. Он је централни орган лимфатичног система, који је код ноноворођенчета и деце добро развијен, док после пубертета долази до његове инволуције и претварања у масно тело. Процес инволуције започиње под дејством високих нивоа  циркулишућих полних хормона који започиње у пубертету.
Пропорционална величина тимуса, зависи од  његове  активности која је  највећа  пре пубертета. Након атрофије, величина и активност тимсу се драстично смањује, а орган је првенствено замењен масноћом. Атрофија тимуса може да изостане ако изостане  повећање циркулишућег нивоа полних хормона, под дејством  хемијских или физичка фактора, тако нпр, након кастрација одрасла особе тимус може да резултује повећањем величине и активношћу.

### Инволуција женских гениталија
Инволуција женских гениталија  је процес обнове неких делова тела жене после порођаја. Као резултат тога, они поново имају облик који су имали пре трудноће.
Тако нпр. после порођаја, материца започиње процес опоравка и значајно се умањује , постаје чвршћа и заузима облик лопте, а њена мобилност, се постепено смањује.
У току трудноће растегнути лигаменти материце постепено постају краћи, вагина се постепено сужава, и на њој се санирају све мале огреботине формирана током порођаја. И спољни полни органи се постепено смањују . Опоравак тела жена након трудноће је веома индивидуалан и у проскеку проце инволуције завршава се у року од две недеље,  тако да сви органи се враћају на њихов уобичајена места.
На брзину инволуције утичу многих фактора: ток порођаја, индивидуалне карактеристике жене итд. На овај процес може се утицати на разне начине пре свега правилним начином живота и обављањем посебних вежби.

### Инволуција млечних жлезда
Током трудноће и неколико месеци после порођаја, млечне жлезде стално расту до величине која је потребне за оптималну продукцију млека. 
Крајем дојења, број ћелија у млечне жлезде прелази у стање инволуције и своди млечне жлезде на величину и отприлике онај број ћелија који  је био пре почетка трудноће.